# Carl Ljungberg (fotbollsspelare)
Carl Fredrik Urban Ljungberg, född 1 april 2004, är en svensk fotbollsspelare (mittfältare) som spelar för Degerfors IF i Superettan. 

## Karriär
Carl Ljungberg började som femåring spela i moderklubben Degerfors IF. Efter att ha tagit sig igenom samtliga ungdomsled skrev han som 18-åring på sitt första A-lagskontrakt med klubben, då han i mars 2023 tecknade ett ettårsavtal. Carl Ljungberg lämnade Degerfors IF i februari 2024 och är nuvarande utan klubb.
Debutsäsongen fick Ljungberg dock främst följa från sidan men i den sista omgången av Allsvenskan 2023 fick han debutera i högstaserien, då han stod för ett kort inhopp i 1-2-förlusten mot Mjällby AIF den 12 november 2023. Matchen i sig var betydelselös för Degerfors IF, då de redan var klara för nedflyttning till Superettan.

## Statistik
| Klubb              | Säsong             | Liga               | Liga    | Liga | Nationell cup | Nationell cup | Internationell cup | Internationell cup | Övrigt  | Övrigt | Totalt  | Totalt |
| Klubb              | Säsong             | Division           | Matcher | Mål  | Matcher       | Mål           | Matcher            | Mål                | Matcher | Mål    | Matcher | Mål    |
| ------------------ | ------------------ | ------------------ | ------- | ---- | ------------- | ------------- | ------------------ | ------------------ | ------- | ------ | ------- | ------ |
| Degerfors IF       | 2023               | Allsvenskan        | 1       | 0    | 0             | 0             | -                  | -                  | -       | -      | 1       | 0      |
| Totalt i karriären | Totalt i karriären | Totalt i karriären | 1       | 0    | 0             | 0             | 0                  | 0                  | 0       | 0      | 1       | 0      |